# Казимир Сероцький
Казимир Сероцький (пол. Kazimierz Serocki, 3 березня 1922 — 9 січня 1981) — польський композитор і піаніст. Народився у м. Торунь (Куявсько-Поморське воєводство). Навчався композиції у К. Сікорського, гри на фортепіано у С. Л. Шпінальського у Польській вищій музичній школі у Лодзі. У 1946–1951 рр. виступав як піаніст у Румунії, Чехословаччині та ФРН.
Співорганізатор Міжнародного фестивалю сучасної музики «Варшавська осінь». Лауреат численних державних нагород за композиторську діяльність, зокрема, двічі Державної нагороди (1952, 1972) та Нагороди Міністра культури і мистецтв (1963). Сєроцкі також здобув відзнаку на Міжнародній трибуні композиторів ЮНЕСКО за твір «Sinfonietta» (1959).